# Ташто Кшуманця
Та́што Кшуманця́ (рос. Ташто Кшуманця, ерз. Ташто Кшуманця) — присілок у складі Великоігнатовського району Мордовії, Росія. Входить до складу Великоігнатовського сільського поселення.
Стара назва — Старе Качаєво.

## Географія
Ташто Кшуманця розташоване за 3 км від районного центру та за 107 км від Саранська.
Клімат помірно континентальний з теплим літом та помірно холодною зимою.

## Населення
Населення — 285 осіб (2010; 345 у 2002).
Національний склад (станом на 2002 рік):
- ерзя — 88 %

## Відомі люди
В присілку народився Кшуманцянь Пірґуж — ерзянський правозахисник, діяч ерзянського національного руху, інязор ерзянського народу (1999-2019).